# Linga

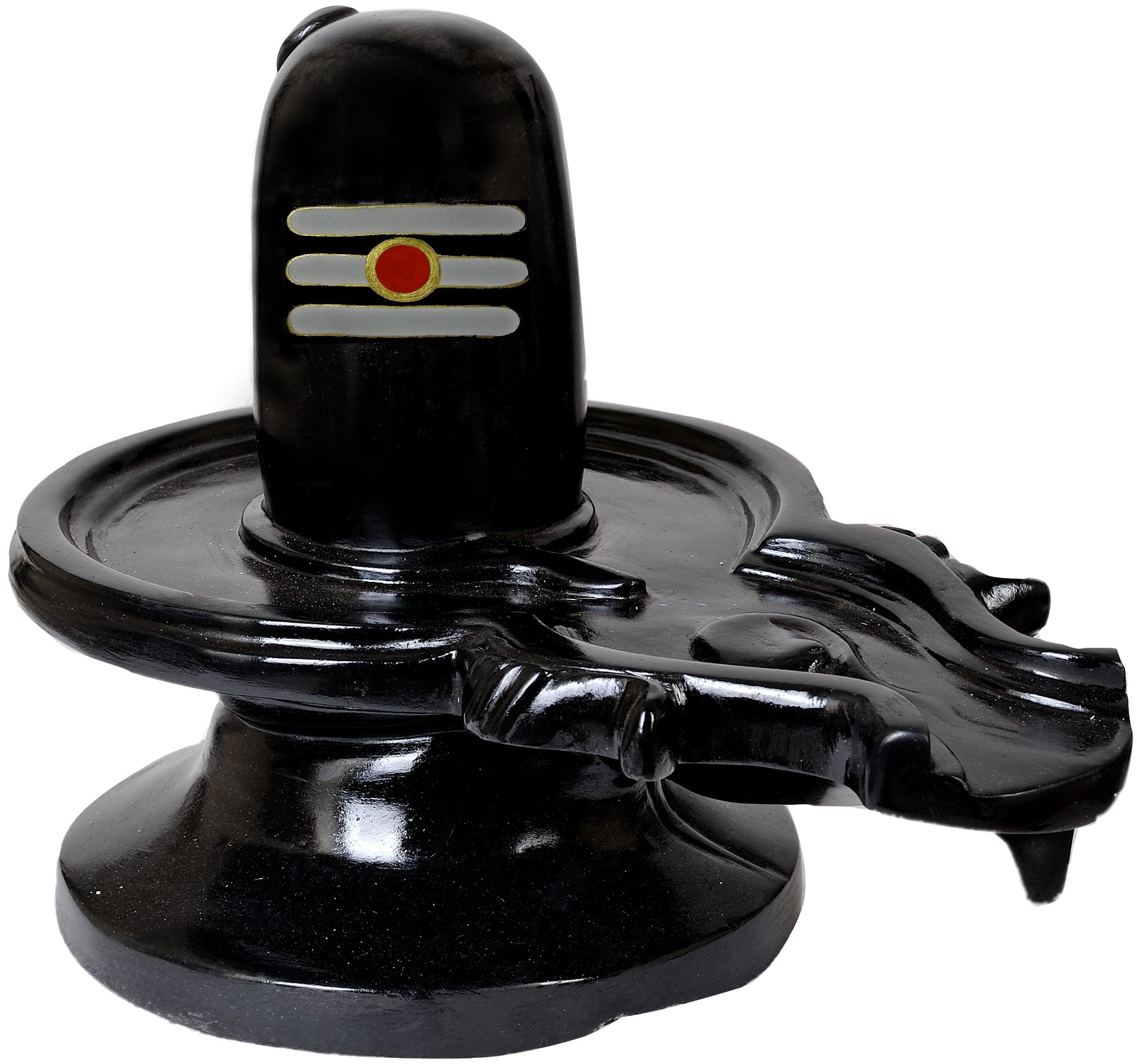
Một biểu tượng lingam Shiva với tripundra

Linga (tiếng Phạn: लिङ्गम IAST lit. "dấu hiệu, biểu tượng hoặc đánh dấu"), đôi khi được gọi là lingam hoặc Shiva linga, là một hình ảnh trừu tượng hoặc đại diện hoặc của thần Shiva Hindu trong Shaivism. Đó là một biểu tượng thờ cúng được tôn kính trong các đền thờ, đền thờ nhỏ hơn hoặc như các vật thể tự nhiên tự hình thành hình dáng trên. Lingam thường được thể hiện trong một tấm hình đĩa. Lingayat đeo một chiếc lingam bên trong vòng cổ, được gọi là Ishtalinga.  
Linga cũng được tìm thấy trong các văn bản tiếng Phạn với ý nghĩa là "bằng chứng" về Chúa Trời và sự tồn tại của Chúa Trời. Các biểu tượng linga tìm thấy tại địa điểm khảo cổ của tiểu lục địa Ấn Độ và Đông Nam Á bao gồm các ống đơn giản lồng bên trong yoni, được làm thành các hình trụ tròn được chạm khắc như của một hoặc nhiều Mukha (khuôn mặt), và cơ quan giải phẫu dương vật như tại Gudimallam. Trong các truyền thống Shaiva giáo, lingam được coi là một hình thức của biểu tượng tâm linh.

## Sách tham khảo
- Basham, A. L. The Wonder That Was India: A Survey of the Culture of the Indian Sub-Continent Before The Coming of the Muslims, Grove Press, Inc., New York (1954; Evergreen Edition 1959).
- Schumacher, Stephan and Woerner, Gert. The encyclopedia of Eastern Philosophy and religion, Buddhism, Taoism, Zen, Hinduism, Shambhala, Boston, (1994) ISBN 0-87773-980-3
- Ram Karan Sharma. Śivasahasranāmāṣṭakam: Eight Collections of Hymns Containing One Thousand and Eight Names of Śiva. With Introduction and Śivasahasranāmākoṣa (A Dictionary of Names). (Nag Publishers: Delhi, 1996). ISBN 81-7081-350-6. This work compares eight versions of the Śivasahasranāmāstotra. The Preface and Introduction (bằng tiếng Anh) by Ram Karan Sharma provide an analysis of how the eight versions compare with one another. The text of the eight versions is given in Sanskrit.

## Hình ảnh

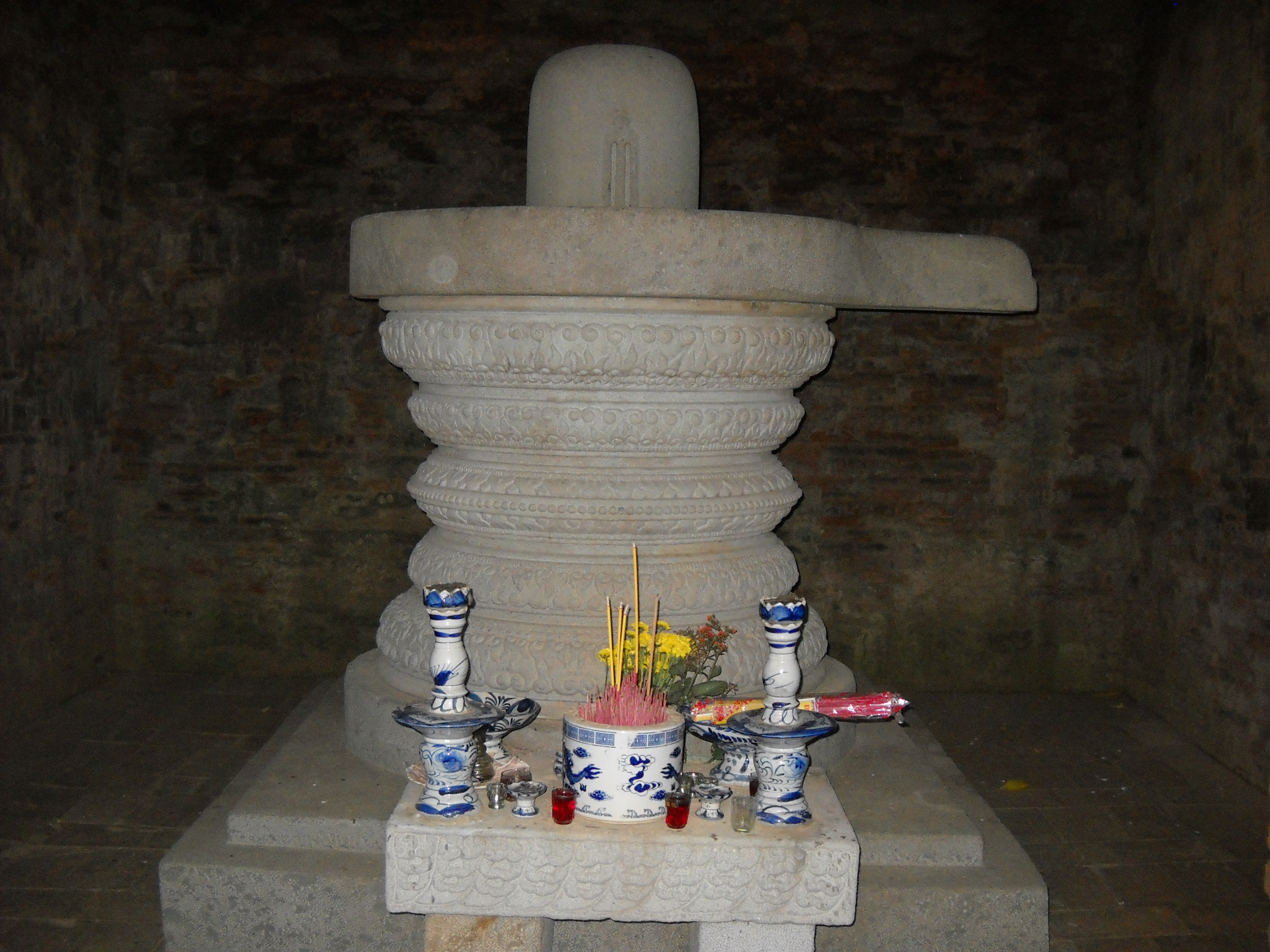
Linga-Yoni trong tháp Đôi, Bình Định
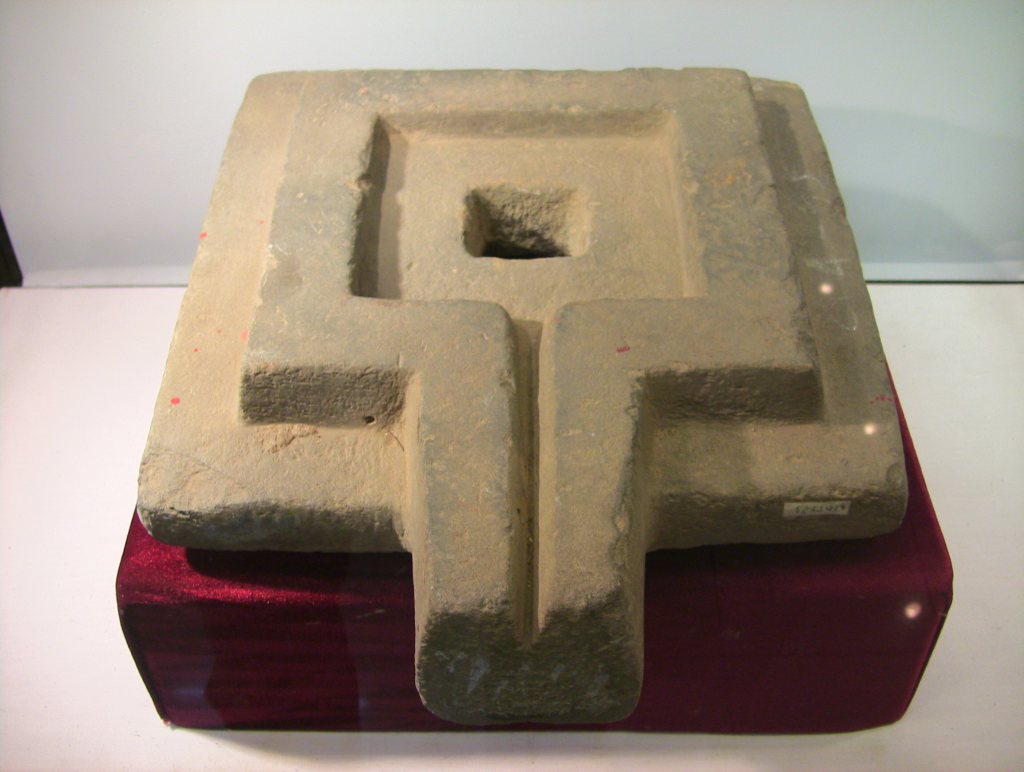
Yoni đá tìm thấy tại quần thể di chỉ khảo cổ Cát Tiên
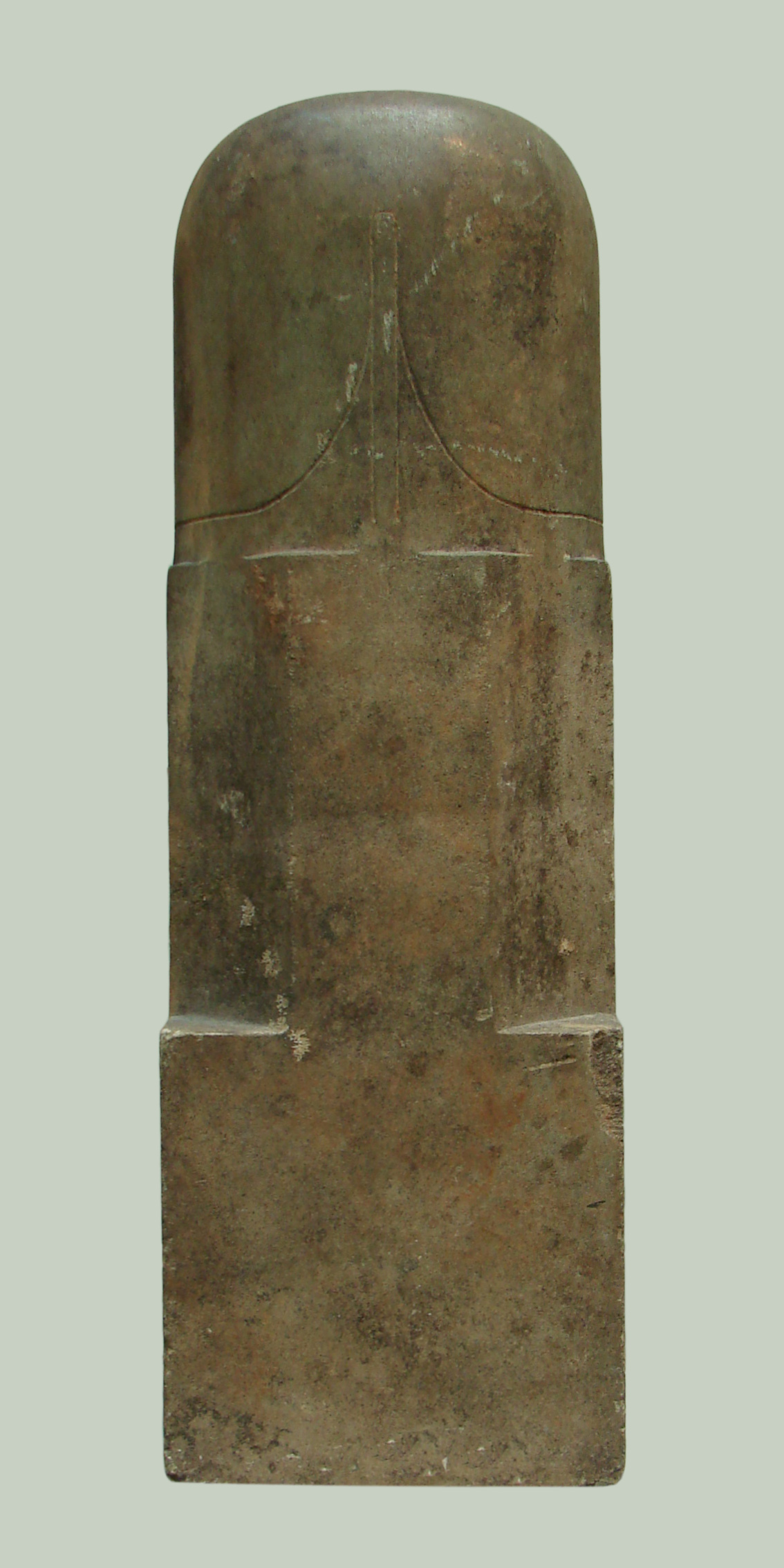
Linga đá, Siemreap, Campuchia, thế kỷ 10, bảo tàng Musée Guimet, Paris